# Низько-диференційований рак щитоподібної залози
Низько-диференційований рак щитоподібної залози (НДРЩ, англ. Poorly differentiated thyroid cancer) — це злоякісне новоутворення щитоподібної залози, частка якого становить 5-10 % серед всіх випадків злоякісних новоутворень цього ендокринного органу.

## Загальна характеристика
Термін низько-диференційований рак щитоподібної залози був вперше в 1983, у зв'язку з ідентифікацією випадків раку щитоподібної залози, що мали певні гістопатологічні ознаки, відмінні від диференційованих форм та анапластичного раку, зокрема негландулярні компоненти з солідним, трабекулярним та фіброзними типом росту. НДРЩ часто метастазує в локорегіонарні лімфатичні вузли та в деяких випадках може призводити до віддалених метастазів.

## Патологічна картина
НДРЩ має сіро-білуватий колір з солідним ростом та містить фокуси некрозу, як правило більш ніж 3 см в діаметрі. Краї пухлини не мають чітких меж, можна спосетрігати інвазію в оточуючу тканину щитоподібної залози.

## Лікування
Хірургічне — тотальна тиреоїдектомія, центральна дисекція шиї.
Ця пухлина має здатність накопичувати радіойод, оскільки НДРЩ походить з фолікулярних клітин, у зв'язку з цим, проведення ад'ювантної радіойодтерапії може бути ефективним.

## Прогноз
5-річне виживання становить близько 70 % при адекватно та вчасно проведеному лікуванні.